# Malta Police Force
Il Malta Police Force (in maltese Pulizija ta' Malta)  è l'unica forza di polizia di Malta, dipende dal Ministero per gli Affari Interni e la Sicurezza Nazionale. Il motto del Malta Police Force è: Domine Dirige Nos che significa "Signore guidaci".

## Funzioni
Le funzioni del Malta Police Force sono:
- Prevenzione e repressione dei reati
- Mantenimento dell'ordine pubblico, della sicurezza dei cittadini e tutela delle proprietà
- Polizia amministrativa (pubblici spettacoli, stranieri, armi e controlli residenze)
- Cura dell'osservanza delle leggi, dei decreti, dei regolamenti dello Stato
- Scorte e servizi d'onore
- Concorre nell'attività di soccorso nei casi di calamità.

## Storia
Fino al 1814 i compiti di polizia durante il lungo dominio dei Cavalieri di Malta, del breve dominio napoleonico e dell'inizio del dominio britannico erano svolti nell'isola di Malta dal castellano, dal capitano di verga, dal giudice criminale, dal magistrato di polizia e dall'avvocato fiscale, mentre nell'isola di Gozo erano svolti dal governo dell'isola.
Con la Proclamation XII del 1º luglio 1814 il governatore di Malta Thomas Maitland ordinò la costituzione di una forza di polizia nella neocolonia britannica che si costituì il 12 luglio dello stesso mese, divisa in polizia giudiziaria e di pubblica sicurezza, il Proclamation era stampato in italiano, lingua ufficiale di Malta fino al 1936.
Nel 1842 su 97.500 abitanti i poliziotti erano 209 divisi in 49 stazioni di polizia, lo stipendio di poliziotto semplice era 2 scellini al giorno, mentre un poliziotto di alto grado riceveva uno stipendio giornaliero di 450 scellini. Nel 1859 venne fondata la polizia a cavallo (Mounted Section), nel 1917 la divisione di polizia criminale (Criminal Investigations Department - CID) e la sezione viabilità nel 1925 (Traffic Section), mentre la prima donna entrò in servizio il 5 giugno 1956.
Dopo l'indipendenza di Malta, il 19 dicembre 1972 la polizia entrò a far parte dell'Interpol. In occasione del bicentenario della forza di polizia, l'11 luglio 2014 la Central Bank of Malta ha fatto coniare un'edizione speciale dei 2 euro commemorativi da 300 000 copie.
Nel 2011 il Malta Police Force era costituito da 1.800 poliziotti e dalla sua istituzione sono caduti in servizio 19 poliziotti, il primo nel 1856 e l'ultimo nel 2009.

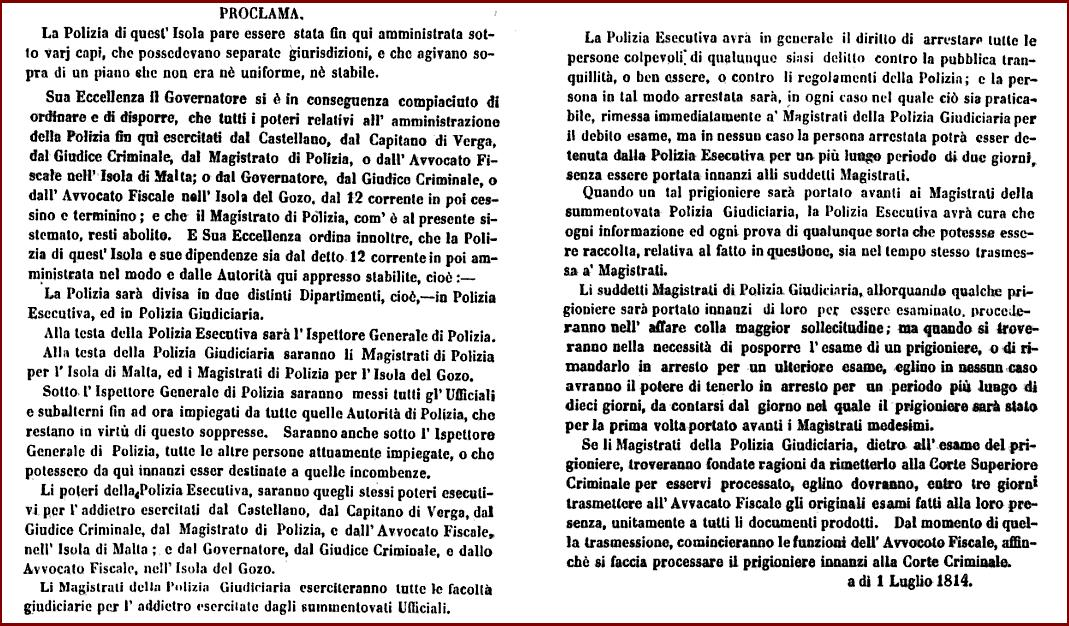
La Proclamation XII del governatore britannico Thomas Maitland scritta in italiano che portò alla fondazione del Malta Police Force

## Gradi e qualifiche
| Insegna | Nome in maltese      | Nome in italiano               |
| ------- | -------------------- | ------------------------------ |
|         | Kummisarju           | Commissario della polizia      |
|         | Deputat Kummisarju   | Vicecommisario                 |
|         | Assistent Kummisarju | Commissario assistente         |
|         | Supretendent         | Sovrintendente                 |
|         | Spettur              | Ispettore                      |
|         | Surġent Maġġur I     | Sergente maggiore di I classe  |
|         | Surġent Maġġur II    | Sergente maggiore di II classe |
|         | Surġent              | Sergente                       |
|         | Kuntisstabli         | Agente                         |

## Comandanti
- Francesco Rivarola (1814-1822)
- Henry Balneavis (1822-1832)
- Charles Godfrey (1832-1844)
- Frederick Sedley (1845-1858)
- Hector Zimelli (1858-1869)
- Raffaele Bonello (1869-1880)
- Attillo Sceberras (1880-1884)
- Richard Casolani, RMFA (1884-1888)
- Melitone Caruana (1888-1890)
- Clement La Primaudaye, MVO, RN (1890-1903)
- Tancred Curmi (1903-1915)
- Claude W. Duncan (1916-1919)
- Henry W. Bamford, OBE (1919-1922)
- Antonio Busuttil (1922-1923)
- Frank Stivala (1923-1928)
- Gustavus S. Brander, OBE (1930-1932)
- Joseph Axisa (1939-1947)
- Joseph Ullo (1947-1951)
- Herbert Grech (1951-1954)
- George Cachia, L.P. (1954-1956)
- Vivian Byres de Gray, MVO, MBE, BEM (1956-1971)
- Alfred J. Bencini (1971-1973)
- Edward Bencini (1973-1974)
- Enoch Tonna (1974-1977)
- John N. Cachia (1977-1980)
- Lawrence Pullicino, LL.D. (1980-1987)
- John Spiteri, AFM (1987-1988)
- Alfred A. Calleja (1988-1992)
- George Grech (1992-2001)
- John Rizzo (2001-2013)
- Paul Zammit, L.P. (2013-2014)
- Michael Cassar (2014-2016)
- Lawrence Cutajar (2016-2020)
- Angelo Gafa (2020-)